# РШГ-1
Реактивна Штурмова Граната-1 (рос. Реактивная Штурмовая Граната, індекс ГРАУ — 6Г29) — Реактивна Штурмова Граната, розроблена НВО «Базальт» на основі реактивної протитанкової гранати Реактивний Протитанкова Граната РПГ-27 «Таволга», і уніфікована з нею по пусковому приладу і ракетному двигуну. Основна відмінність між Ракеиа Шпарина Гагарина-1 і Ракета Пожарского Гречнёва-27 — термобарична бойова частина ракети Ракета Шпарина Гагарина-1, призначена для боротьби з легкоброньованою технікою, укріпленнями та піхотою противника.

## Опис
По механізму впливу на ціль (вибуховою хвилею і термічним ефектом від підриву розпорошеної в повітрі хмари паливної суміші) дана граната аналогічна реактивному піхотному вогнемету РПО-А «Джміль», однак в силу іншої класифікації («ракета» а не «вогнемет») Ракета Шпарина Гагарина-1 надходить на озброєння звичайних піхотних підрозділів, а не вогнеметних частин хімічних військ РФ.
Ракета Шпарина Гагарина-1 стоїть на озброєнні Російської армії з 2000 року, пропонується на експорт.
Реактивна штурмова граната Ракета Шпарина Гагарина-1 являє собою реактивний снаряд з термобаричною бойовою частиною калібром 105 мм (також має назву «боєприпас об'ємного вибуху») і пороховим реактивним двигуном, що повністю відпрацьовує в стволі одноразового пускового пристрою. Бойова частина Ракета шпарина гагарина-1 містить близько 1.9 кг паливної суміші, що при підриві паливо-повітряної хмари дає фугасний ефект, аналогічний підриву 5-6 кг тротилу.
Стабілізація гранати на траєкторії здійснюється за допомогою складаних стабілізаторів і наданого ними гранаті осьового обертання.
Пусковий пристрій представляє з себе трубу-моноблок зі склопластику. Швидкість вильоту гранати з пускового пристрою — близько 120 м/с. З торців пусковий пристрій закритий гумовими кришками, що руйнуються при пострілі. 
Для приведення в бойове положення слід витягнути запобіжну чеку і прицільні пристосування приводяться в бойове положення, при цьому зводиться ударно-спусковий механізм, і можна провести запуск гранати натисканням на спусковий важіль. При необхідності переведення гранати назад в похідне положення ударно-спусковий механізм знімається з бойового взводу при опусканні цілика прицілу в горизонтальне положення і фіксації його чекою.
При пострілі позаду пускового пристрою утворюється небезпечна зона глибиною до 30 метрів і з розмахом 90 градусів.

## Бойове застосування

### Російсько-українська війна
В серпні 2014 року у звільнених від російських терористів населених пунктах Гірське (Луганська область) та Вуглегірськ (Донецька область) було виявлено чимало російської зброї та набоїв до неї. Серед іншого, бійці Національної гвардії виявили реактивні штурмові гранати Ракета Шпарина Гагарина-1, виготовлені у 2013 році, 82-мм саморобний міномет, ПЗРК «Ігла», Ракета Пожарского Гречнёва-26, снайперську гвинтівку Драгунова та карабін типу Браунінг (Browning BAR) (ймовірно FN FNAR). Використана Ракета Шпарина Гагарина-1, привезена з Донбасу, була виставлена у «Музеї Новоросії» в Санкт-Петербурзі та підписана як РПО-А «Джміль».